# François Clément Sauvage
François Clément Sauvage (4. dubna 1814 Sedan – 11. listopadu 1872 Paříž) byl francouzský geolog a důlní inženýr. Během své kariéry inženýra a geologa se podílel například na výstavbě železnice z Met do Saarbrückenu. Postupně zastával funkce inženýra, stavbyvedoucího a nakonec ředitele Východních železničních drah (franc. La Compagnie des chemins de fer de l'Est).
Sauvageovo jméno je jedno z jmen napsaných na Eiffelově věži.